# 圣米歇尔德瓦
圣米歇尔德瓦（法語：Saint-Michel-de-Vax，法語發音：[sɛ̃ miʃɛl də va]）是法国奥克西塔尼大区塔恩省的一个市镇，属于阿尔比区。

## 地理
圣米歇尔德瓦（44°6'24"N, 1°47'56"E）面积5.9 平方千米，位于法国奧克西塔尼大區塔恩省，该省份为法国南部内陆省份，北起顺时针与阿韦龙省、埃罗省、奥德省、上加龙省和塔恩-加龙省接壤。
与圣米歇尔德瓦接壤的市镇（或旧市镇、城区）包括：鲁赛罗勒、瓦乌尔、费内罗勒、圣安托南-诺布勒瓦勒。

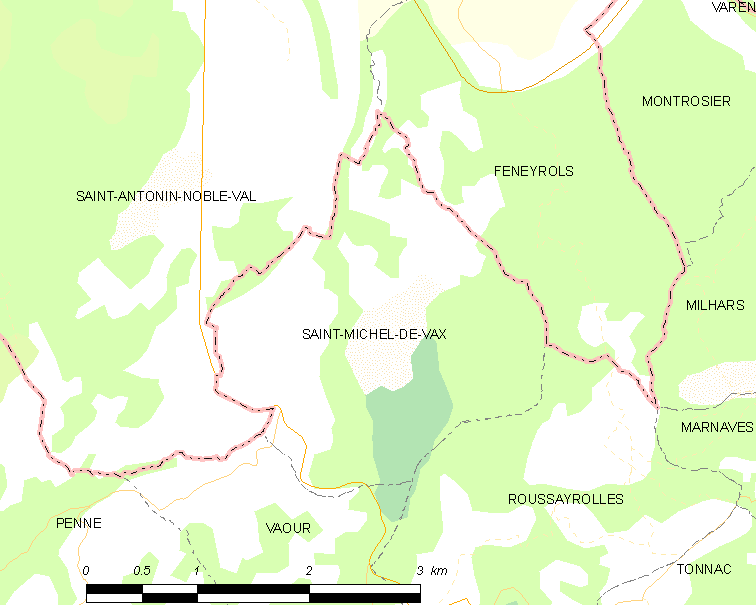
圣米歇尔德瓦的OSM定位图

圣米歇尔德瓦的时区为UTC+01:00、UTC+02:00（夏令时）。

## 行政
圣米歇尔德瓦的邮政编码为81140，INSEE市镇编码为81265。

## 政治
圣米歇尔德瓦所属的省级选区为卡尔莫第二县。

## 人口

1962-2008年间圣米歇尔德瓦人口变化图示

圣米歇尔德瓦于2022年1月1日时的人口数量为80人。